# Le Plessis-Bouchard
Le Plessis-Bouchard é uma comuna francesa na região administrativa da Ilha de França, no departamento do Vale do Oise. Estende-se por uma área de 2.69 km². Em 2010 a comuna tinha 8 562 habitantes (densidade: 3 182,9 hab./km²).